# Karel Verleyen
Karel Valeria Cyriel Verleyen (Mechelen, 19 mei 1938 – Leuven, 18 november 2006) was een Vlaams schrijver.

## Biografie
Karel Verleyen was de oudste zoon van de Vlaamse kinderboekenschrijver Cyriel Verleyen en broer van journalist Frans Verleyen. Als zoon van een kinderboekenschrijver wilde hij zelf absoluut geen schrijver worden. Hij studeerde rechten en haalde het leraarsdiploma. Vervolgens kwam hij voor de klas te staan. Een verhaal dat hij in de klas vertelde, werd uitgegeven en zo werd hij dan toch schrijver. 
Toch werd hij eerst nog verkoopmanager, maar na een poosje keerde hij terug voor de klas. Daarnaast was hij van 1973 tot 1985 hoofdredacteur van het tienerblad "Top". Aansluitend werd hij adjunct-hoofdredacteur van de krant Het Volk, daarna nam hij het hoofdredacteurschap waar van Uit-Magazine (VTB-VAB) en Wintersportmagazine. Karel Verleyen vertaalde ook boeken en werkte mee aan leerboeken Nederlands voor het secundair onderwijs bij Uitgeverij Pelckmans. Aan het eind van zijn beroepsloopbaan keerde hij terug naar het onderwijs: hij gaf Nederlands en geschiedenis aan het Don Boscocollege in Zwijnaarde (Gent). Vanaf zijn pensioen in 1997 was hij voltijds schrijver.
Verleyen was getrouwd met Claudine Martens en zij kregen samen twee kinderen. Na dertig jaar huwelijk is hij van haar gescheiden en met een andere vrouw hertrouwd. Karel Verleyen kreeg drie kleinkinderen. Na een lange strijd tegen kanker stierf Verleyen op 68-jarige leeftijd.

## Bekroningen
- 1975 Referendumprijs voor het Kinderboek voor Dag stad, ik ben Sanja
- 1975 Prijs van de Bond voor Grote en Jonge Gezinnen voor "Bertus en de Roepvogel"
- 1996 Prijs van de Kinder- en Jeugdjury Limburg voor Opapaddenstoelenpap
- 1998 Prijs van de Kinder- en Jeugdjury Limburg voor De verliefde moordenaar
- 1998 Prijs Knokke-Heist Beste Jeugdboek voor Prins van de leegte
- 1999 Boekenwelp voor Prins van de leegte
- 2002 Prijs van de Kinder- en Jeugdjury Limburg voor De keuze
- 2002 Prijs van de Kinder- en Jeugdjury Vlaanderen voor De keuze